# چارلی ایکس‌سی‌ایکس
شارلوت اِما ایچیسِن (به انگلیسی: Charlotte Emma Aitchison؛ زادهٔ ۲ اوت ۱۹۹۲) که با نام هنری چارلی ایکس‌سی‌ایکس (به انگلیسی: Charli XCX) شناخته می‌شود، خواننده و ترانه‌پرداز انگلیسی است. وی کار خود را در سال ۲۰۰۸ با ارسال ترانه‌هایی در مای‌اسپیس آغاز کرد، که منجر به کشف او توسط یک پروموتر که او را به اجرا در جشن‌ها دعوت کرده بود شد. در سال ۲۰۱۰ او قرارداد ضبط موسیقی با اسایلم رکوردز امضا کرد، و سپس مجموعه‌ای از تک‌آهنگ‌ها و میکس‌تیپ‌ها را در سال‌های ۲۰۱۱ و ۲۰۱۲ منتشر کرد. در سال ۲۰۱۲، چارلی ایکس‌سی‌ایکس با همکاری با آیکونا پاپ با ترانه «عاشقشم» مشهورتر شد که این ترانه به یک موفقیت بین‌المللی نیز تبدیل شد. اولین آلبوم استودیویی او، عشق راستین (۲۰۱۳) با واکنش مثبتی روبه‌رو شد اما نتوانست انتظارات تجاری را برآورده کند.
در سال ۲۰۱۴، وی نقش مهمی در ترانهٔ «خواستنی» رپر ایگی آزیلیا ایفا کرد، که در آن سال به عنوان یکی از پرفروش‌ترین تک‌آهنگ‌های در سراسر جهان شناخته و نامزد دو جایزه گرمی شد. همان سال، چارلی ایکس‌سی‌ایکس «بوم کلپ» را منتشر کرد، که نخستین تک‌آهنگ تکی راه‌یافته او در میان ۱۰ رتبه برتر بیلبورد هات ۱۰۰ شد. دومین آلبوم استودیویی وی، مکنده که متأثر از پانک بود، در اواخر همان سال منتشر شد، و تک‌آهنگ‌های موفق «قوانین را شکستن» و «انجامش میدیم» را به همراه داشت. چارلی ایکس‌سی‌ایکس در سال ۲۰۱۵ شروع به کار در کنار تهیه‌کنندگان مرتبط با پی‌سی موزیک انگلیس کرد، و یک صدا و تصویر تجربی‌تری از خود نشان داد، این در حالی بود که بر روی سومین آلبوم خود کار می‌کرد، با همراهی آن‌ها وی آلبوم چندآهنگه ووم ووم (۲۰۱۶) و میکس‌تیپ‌های فرشتهٔ شماره ۱، و پاپ ۲ (هردو در سال ۲۰۱۷) را منتشر کرد. سومین و چهارمین آلبوم‌های استودیویی وی، چارلی (۲۰۱۹) و الان چه حسی دارم (۲۰۲۰) نیز با تحسین‌های گسترده روبرو شدند؛ دومی در مدت شش هفته در طول قرنطینه کووید-۱۹ ساخته شد.
پنجمین آلبوم وی، تصادف (۲۰۲۲) نخستین آلبومش بود که به صدر جدول آلبوم‌های بریتانیا رسید. در سال ۲۰۲۳، وی «درایو سرعت» را به‌عنوان بخشی از باربی: آلبوم، موسیقی متن باربی منتشر نمود. چارلی ایکس‌سی‌ایکس در سال ۲۰۲۴ ششمین آلبوم استودیویی خود تحت عنوان لوس را منتشر نمود که با تحسین منتقدان روبه‌رو شد و پوشش رسانه‌ای گسترده‌ای به‌همراه داشت. تک‌آهنگ‌های موفق «۳۶۰»، «سیب» و «حدس» به‌همراه بیلی آیلیش در این آلبوم قرار دارند. ترانهٔ آخری نخستین تک‌آهنگ وی به‌عنوان خوانندهٔ اصلی می‌باشد که به رتبهٔ اول در جدول تک‌آهنگ‌های بریتانیا رسیده است. لوس و ترانه‌هایش هشتمین نامزدی جایزهٔ گرمی وی در شصت و هفتمین مراسم جوایز گرمی هستند، مثلاً برای آلبوم سال.
علاوه بر آثار انفرادی وی، چارلی آهنگ‌های دیگری را هم برای هنرمندان دیگری نوشته است، که آن‌ها شامل، «التماس برای آن» (۲۰۱۴) از ایگی آزیلیا، «همون عشق قدیمی» (۲۰۱۵) از سلنا گومز، «امشب» (۲۰۱۷) از بلوندی، همکاری شان مندز و کامیلا کبیو، «سینوریتا» (۲۰۱۹) و همکاری ریتا اورا و سیگالا، «تو برای من» (۲۰۲۲) می‌شوند. وی در سال ۲۰۲۴ جایزهٔ تأثیر جهانی اَسکَپ را به‌دلیل کمک‌هایی که به موسیقی پاپ کرده دریافت نمود. در سال ۲۰۲۴ از او در فهرست آ۱۰۰ اثرگذارترین آسیایی گلدن هاوس نام برده شد و مسبب گردید که او نخستین زن آسیا جنوبی با تبار بریتانیایی هندی باشد که این عنوان و افتخار را کسب کرده است.

## اوایل زندگی
شارلوت اِما ایچیسِن در ۲ اوت ۱۹۹۲ در کمبریج، انگلیس به‌عنوان تنها فرزند پرستار و مهماندار هواپیما شامیرا و کارآفرین جان ایچیسن بر جهان چشم گشود. مادر وی در خانواده‌ای مسلمان گجراتی هندی‌تبار در اوگاندا به‌دنیا آمده بود که پس از اخراج آسیایی‌ها توسط رژیم عیدی امین به انگلستان مهاجرت کرد؛ و پدرش نیز اسکاتلندی می‌باشد. وی در استارت هیل، اسکس بزرگ شد و آخر هفته‌ها را با پدربزرگ و مادربزرگ مادری‌اش در کراولی می‌گذراند. او در دانشگاهٔ بیشاپس استورتفورد در نزدیکی بیشاپس استورتفورد تحصیل کرد. او مدتی کوتاه را در کنار یکی از دوستانش در یوئنسو، فلانلد گذراند و آن را یک «تجربهٔ هولناک» توصیف نمود.
وی راجع‌به مشکلاتش در مدرسه زیاد صحبت کرده و اظهار داشت که «دختر نیمه هندی با موهای وزوزی» بوده که در محیطی تحصیل می‌کرده که اکثراً سفیدپوست بوده‌اند، که به‌دلیل ویژگی‌های هندی خود او را قلدری می‌کرده‌اند و او را مورد تبعیض می‌گذاشته‌اند.
او از همان سنین پایین علاقهٔ زیادی به موسیقی نشان می‌داد و به گروه‌هایی مانند اسپایس گرلز و بریتنی اسپیرز علاقه‌مند بود. وی ترانه‌نویسی را از ۱۴ سالگی آغاز نمود. او نام هنری‌اش «چارلی ایکس‌سی‌ایکس» را از نام کاربریش در پیام‌رسان ام‌اس‌ان گرفته زیرا چیز بهتری به ذهنش نرسید و آن زمان مدیر برنامه هم نداشت، به جوایز گرمی نیز گفته که همین نام را حفظ خواهد کرد و «کاری که پرینس کرد» را انجام نمی‌دهد (در اشاره به اقدام پرینس در تغییر نامش به یک نماد).

## حرفه

### ۲۰۱۳–۲۰۰۹: آغاز حرفه وعشق راستین
ایچیسن در ۱۴ سالگی والدین خود را متقاعد کرد که تا به وی یک وام بدهند تا اولین آلبومش را به اسم ۱۴ ضبط کند. و در اوایل سال ۲۰۰۸ شروع به ارسال کردن آهنگ‌های این آلبوم و همچنین نسخه‌های آزمایشی متعدد دیگری در صفحه رسمی‌اش در مای‌اسپیس کرد. این موضوع توجه یک پروموتر که جشن‌های غیرقانونی انبارهای ریو در شرق لندن برگزار می‌نمود را به خودش جلب کرد، ایشان وی را برای اجرا در جشن‌هایش دعوت کرد.
او در پوسترها و بروشورها با نام هنری «چارلی ایکس‌سی‌ایکس» معرفی می‌شد؛ «ایکس‌سی‌ایکس» (یا به تعبیر دیگر، «بوس چارلی بوس») همان نام کاربرى او در پیام‌رسان ام‌اس‌ان در دوران نوجوانی‌اش بود. والدینش با وجود طبیعت قاچاق کنسرت‌ها از حرفهٔ وی حمایت می‌کردند و در چندین ریو نیز با او رفتند.
او در اواخر سال ۲۰۰۸ یعنی زمانی که ۱۴ هیچ‌وقت به‌طور تجاری منتشر نشد، دو تک‌آهنگ تحت عنوان «!فرانچسکار!» و  «املین/هرزهٔ هنر» تحت ارجی موزیک منتشر کرد. وی از آن زمان تاکنون بارها از موسیقی خود در آن زمان با بیزاری یاد کرده و تا آنجا پیشرفت کرده‌است که آن‌ها را «آهنگ‌های دنس گیمیکی» و «موسیقی شدیداً وحشتناک مای‌اسپیس» نامیده‌است. چارلی در سن ۱۸ سالگی به لندن نقل مکان کرد تا در رشته هنرهای زیبای اسلید مدرسه هنرهای زیبا یوسی‌ال تحصیل کند اما بعد از دو سال ترک تحصیل کرد.
در سال ۲۰۱۰، چارلی ایکس‌سی‌ایکس قراردادی را با اسایلم رکوردز امضا کرد و بعداً خود را «گمشده» توصیف کرد. وی طی مصاحبه‌ای که با گاردین داشت گفت: «من هنوز در مدرسه بودم، تازه از این ریو عجیب و غریب بیرون آمده بودم، و واقعاً مطمئن نبودم که از آن، چه استفاده‌ای کنم. و وقتی قبول شدم از موسیقی پاپ نفرت داشتم؛ دلم می‌خواست موسیقی رپ بد بسازم. نمیدونستم چه کسی هستم و چه چیزی را دوست دارم. با اینکه قبول شده بودم هنوز در تلاش برای فهمیدن جواب بودم.» وی در نهایت به لس آنجلس پرواز کرد تا با تهیه‌کنندگانی ملاقات کند و فهمید که «برایش کار نمی‌کند»، تا زمانی که وی با تهیه‌کننده آمریکایی، آریل ریچ‌شید ملاقات کرد. آن‌ها یک جلسه دو ساعته داشتند و ترانه «جلو نیا» را نوشتند. او دربارهٔ این موضوع اظهار داشت که «این زمانیست که چیزها با هم یکی می‌شوند». در اوایل سال ۲۰۱۱، وی با الکس متریک در تک‌آهنگ «پایان جهان» همکاری کرد. وی در سال دوم دوره تحصیل خود در مدرسه هنرهای زیبا اسلید ترک تحصیل کرد تا بر روی حرفه موسیقی‌اش کار کند. و در مه و نوامبر سال ۲۰۱۱، وی تک‌آهنگ‌های «جلو نیا» و «فصل‌های اتمی» را به ترتیب منتشر کرد، و مورد توجه وب‌سایت موزیک پیچفورک قرار گرفت، و وی جایزه «بهترین ترانه جدید» برای هردو کسب کرد؛ اولی در نهایت به لیست «بهترین آهنگ‌های سال ۲۰۱۱» این سایت معرفی شد.

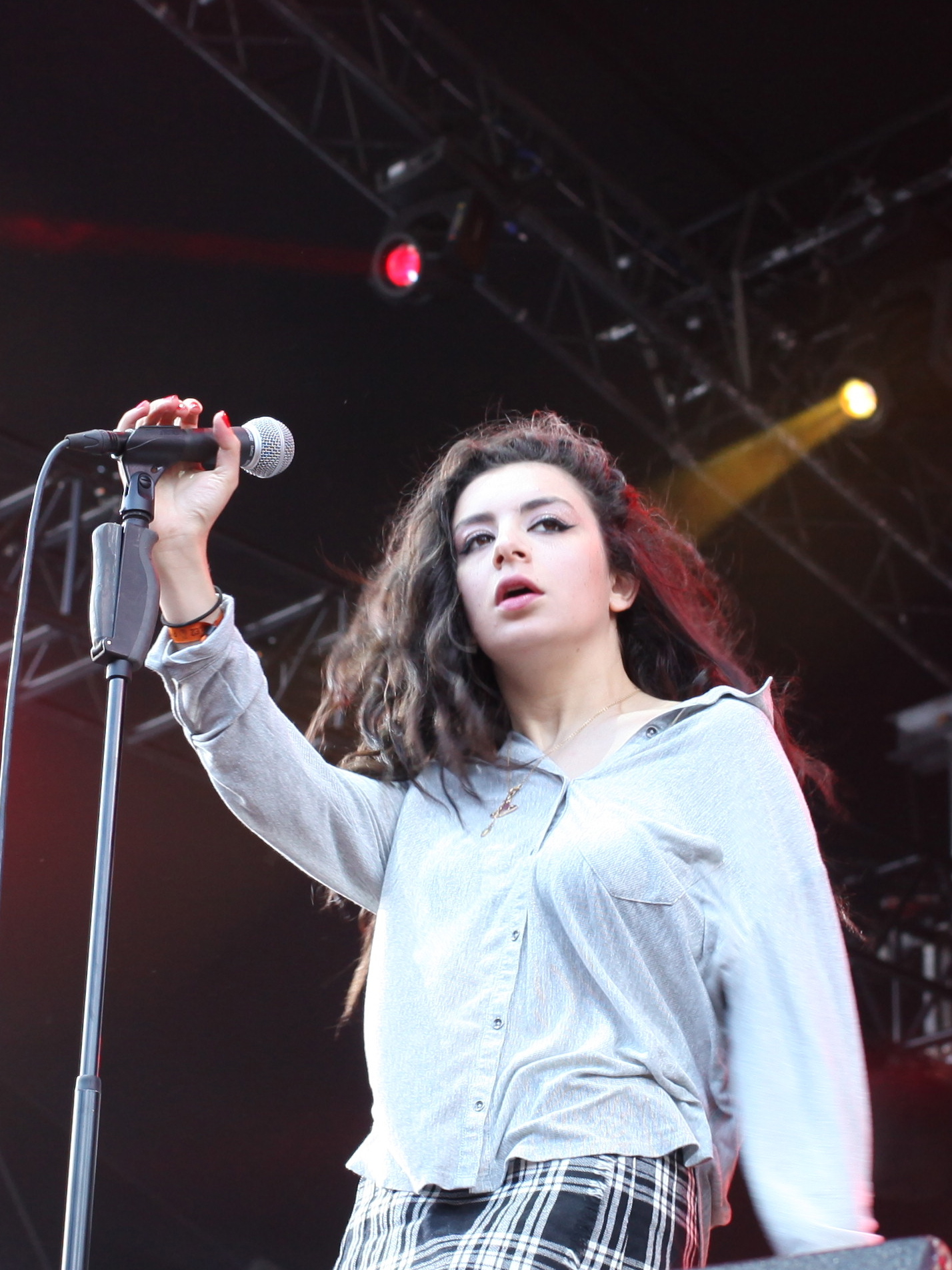
چارلی ایکس‌سی‌ایکس حین‌اجرا در جشنوارهٔ پوزیتیوس سال ۲۰۱۳

علاوه بر ریچ‌شید، وی کارکردن با تهیه‌کننده سوئدی پاتریک برگر را نیز شروع کرد. او دو بیت برای وی ارسال کرد، و وی به سرعت ترانه‌هایی برای هرکدام از بیت‌ها نوشت، یکی از آن‌ها «عاشقشم» و دیگری «تو همونی» شد. وی اظهار داشت که نمی‌تواند در نهایت خودش هم «عاشقشم» را بخواند و نمی‌کند از آنجا که نمی‌تواند آن را با صدای خودش سازگار نماید، اما در سال ۲۰۱۲، گروه دو نفره سوئدی آیکان پاپ ترانه را دوباره ضبط و به عنوان تک‌آهنگی با صدای وی منتشر کردند. این ترانه به یک موفقیت بین‌المللی تبدیل شد، در وطن چارلی به شماره ۱ تبدیل شد و به شماره ۷ در جدول بیلبورد هات ۱۰۰ در سال ۲۰۱۳ دست یافت. در ژوئن، او «تو همونی» را به عنوان تک‌آهنگی از آلبوم چندآهنگه‌اش به همین نام منتشر کرد، و به دنبال آن میکس‌تیپ دل‌شکستگی‌ها و زلزله‌ها، یک فایل تک‌آهنگ شامل هشت ترانه و یک کاور از ترانه «شامپاین کوست» از بلاد اورنج و ریمیکس آد فیوچر از «تو همونی» منتشر کرد. در سپتامبر، وی ویدئویی برای «خیلی دور» منتشر کرد، و در هالووین، او یک ترانه جدید به نام «هاله ابر» همراه با بروک کندی منتشر کرد، و به دنبال آن دومین میکس‌تیپ خود را به اسم سوپر اولترا در ماه نوامبر به‌طور انحصاری از طریق وب سایتش منتشر کرد، در اوایل سال ۲۰۱۳، وی «تو (هاهاها)» را منتشر کرد و نیز آلبوم استودیویی‌اش را اعلام کرد، و به دنباله همه این‌ها «آنچه دوست دارم» در مارس منتشر شد. عشق راستین در آوریل سال ۲۰۱۳ منتشر شد. و در جدول آلبوم‌های بریتانیا به رتبه ۸۵، در بیلبورد تاپ هیت‌سیکرز آمریکا به شماره ۵، و در نهایت در جدول آلبوم‌های هیت‌سیکرز استرالیا به شماره ۱۱ رسید، این آلبوم با تحسین خوبی توسط منتقدان موسیقی روبرو شد، و امتیاز ۷۶/۱۰۰ را در متاکریتیک کسب کرد، که به نظرات منتقدان اصلی رتبه ۱۰۰ از ۱۰۰ را اختصاص می‌دهد و این نشان می‌دهد که «بررسی‌ها به‌طور کلی مطلوب» بوده‌اند. در مه، او یک ترانه با خواننده و ترانه‌سرای ولزی مارینا به نام «فقط دسرها» منتشر کرد،

### ۲۰۱۳–۲۰۱۵: دستیابی به موفقیت ومکنده
چارلی ایکس‌سی‌ایکس در اواسط سال ۲۰۱۳ شروع به نوشتن دومین آلبوم خود کرد، او می‌گوید ابتدا قصد داشت برای ضبط آلبوم به هند برود، اما بعداً تصمیم گرفت که می‌خواهد در فرانسه ضبط کند، وی می‌گفت: «دو ماه پیش، من می‌خواستم به هند بروم و آن را ضبط کنم، و حالا می‌خواهم آن را در فرانسه ضبط کنم. بنابرین احساس می‌کنم هیچ چیز روشن نیست – مثلاً، من احساسی دارم که انگار در همه جا در یک لحظه هستم. اما در حال حاضر، دلم می‌خواهد به فرانسه بروم و آن را ضبط کنم، اما دو ماه پیش اینگونه نبود، بنابراین چه کسی می‌داند که چه اتفاقی می‌خواهد بیوفتد؟» در حالی که از صنعت موسیقی ناامید بود، در نهایت به سوئد رفت، خودش را از لیبل ضبطش جدا کرد، و یک آلبوم الهام گرفته شده از سبک پانک در بالای یک ماه تهیه کرد. و همراه با پاتریک برگر بر روی این آلبوم کار کرد، آن‌ها آلبوم را با سرعتی سریع ساختند، و چارلی ایکس‌سی‌ایکس در این باره گفت که «زیاد راجب آلبوم برنامه‌ریزی نشده، همه چیز واقعاً بی‌اختیار است [...] من فکر نمی‌کنم — مانند این می‌ماند که اولین چیزی که در دهانم بیرون می‌آید برای ضبط کردن است.» با این حال، این موضوع در نهایت برای یک اینکه آلبوم باید بیشتر پاپ باشد کنار گذاشته شد. این آلبوم شامل ترانه‌ای به اسم «اون چمنو بچین» بود، که یک سال بعد در جشنواره ایلوساریراک در فنلاند به‌طور زنده معرفی شد.

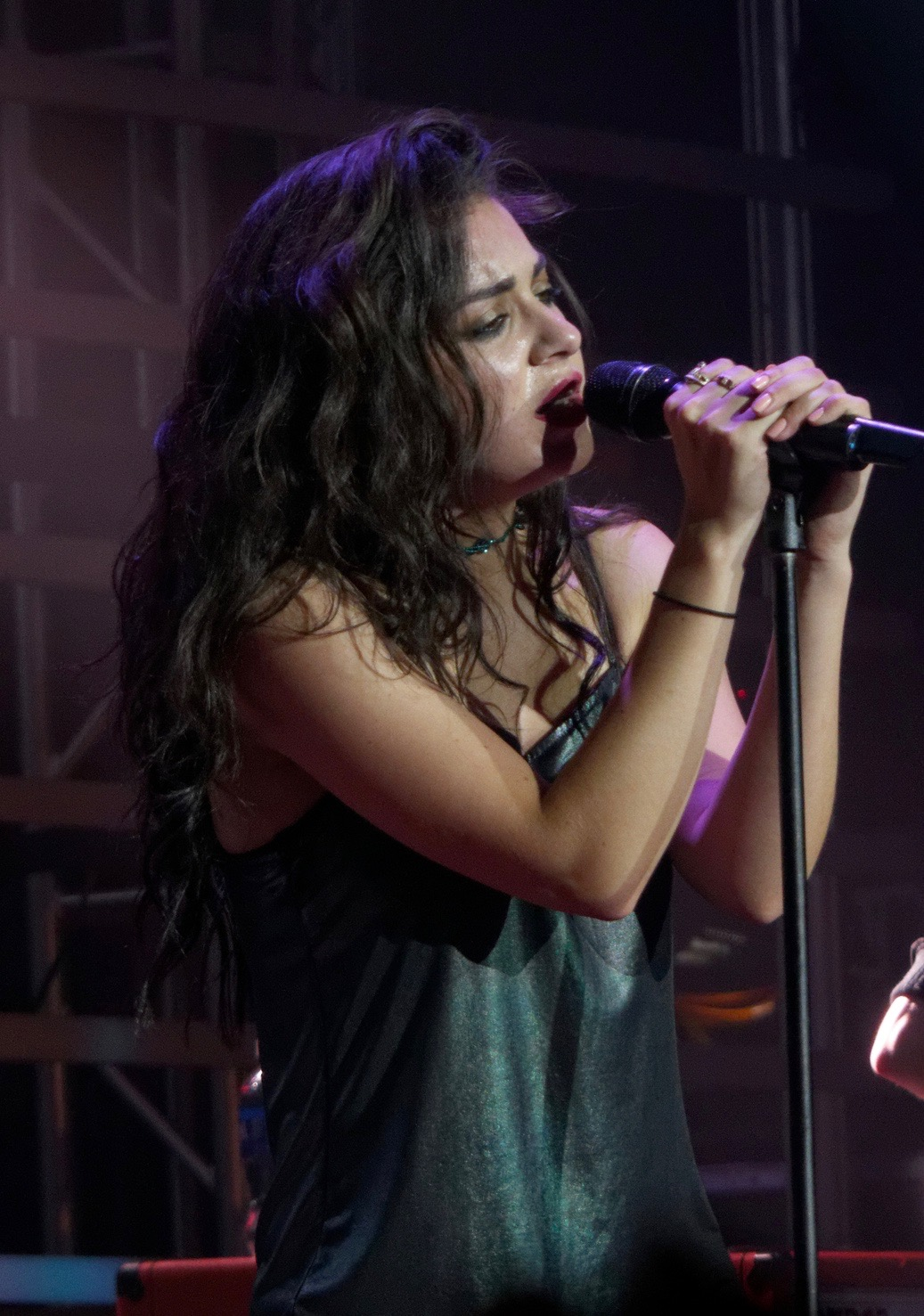
چارلی ایکس‌سی‌ایکس حین‌اجرا برای ام‌تی‌وی در سال ۲۰۱۴

در اواخر سال ۲۰۱۳، «سوپرلاو» به عنوان تک‌آهنگ اصلی آلبوم منتشر شد، و درجدول تک‌آهنگ‌های بریتانیا به شماره ۶۲ دست یافت، و تبدیل به اولین تک‌آهنگ انفرادی چارلی در این جدول شد. در ژانویهٔ سال ۲۰۱۴، وی یک ترانه به نام «آلرژی به عشق» در صفحه رسمی‌اش در ساوندکلاود منتشر کرد. در حالی که آلبوم را می‌نوشت، وی جلسات بیشتری با خوانندهٔ اصلی گروه ویزر، ریورز کوئومو، رستم باتمانقلیچ از گروه ومپایر ویکند، تیم تهیه‌کننده دو نفره استارگیت، جان هیل داشت وی نیز یک جلسه با دکتر لوک داشت که بعدها در این باره گفت «برای من نبود.» وی در یک مصاحبه با مجله دی‌آی‌وای اظهار داشت که آهنگ‌ها برای دختران نوشته شده‌اند و می‌خواهد آن‌ها «احساس قدرت» کنند. زمانی که چارلی داشت خاطرات تور خود را به ریپلی لیزربلست توضیح می‌داد بیان کرد که ژانر این ضبط هنوز پاپ است، اما قدرت دخترانه در آن فریاد می‌زند، و می‌توانید بوو واو واو و گنگ دختران را همزمان در آن احساس کنید. وی همچنین در مصاحبه‌ای با آیدولیتر گفت که این آلبوم الهام گرفته شده از هایوزر، ویزر، رامونز و موسیقی سبک یی-یی دهه ۱۹۶۰. سرانجام «سوپرلاو» از آلبوم حذف شد. 
در اوایل سال ۲۰۱۴، وی در تک‌آهنگ «خواستنی» با رپر استرالیایی ایگی آزیلیا همکاری کرد؛ این آهنگ در صدر جدول بیلبورد هات ۱۰۰ آمریکا قرار گرفت، و تبدیل به اولین تک‌آهنگ هردو هنرمند در این جدول شد. چارلی ایکس‌سی‌ایکس مقامش را با ترانه‌نویسی برای سایر هنرمندان در این دوره بالا برد، از جمله تک‌آهنگ سال ۲۰۱۴ ایگی آزیلیا به نام «التماس برای آن»، تک‌آهنگ آغازین رین ویور به اسم «اکتاهیت»، و حتی آهنگ‌هایی برای اسکای فریرا، نئون جنگل، ریانا، و گوئن استفانی. در اواسط سال ۲۰۱۴، چارلی ایکس‌سی‌ایکس ترانه «بوم کلپ» را به عنوان یک ترانه از موسیقی متن فیلم بخت پریشان اجرا کرد. «بوم کلپ» در رتبه هشتم بیلبورد هات ۱۰۰ قرار گرفت و در انگلیس در رتبه ۶ قرار گرفت، و گواهی پلاتین را در استرالیا دریافت کرد. وی در یک مصاحبه با پاپ‌جاستیس در ژوئن، اظهار داشت که وی جلسات خود را پایان رسانده و انتظار می‌رود آلبوم تا پایان ماه ژوئیه به پایان برسد. در اوت، اعلام شده بود مکنده همراه با تک‌آهنگ اصلی آلبوم «قوانین را شکستن» در ماه اکتبر منتشر می‌شود، وی گفت که این ترانه پس از ساخته شدن آلبوم پانک سوئد هنگامی که وی از «آن طرف مرحله پانک بیرون آمد و آلبوم را به چیزی پاپ‌تر تبدیل کرد» ساخته شده بود. وی اظهار داشت که آلبوم «مشخصاً [...] درمورد اهمیت ندادن است.» این آلبوم ماه بعد به دلیل موفقیت‌های چشمگیر «بوم کلپ» عقب افتاد، و به‌طور رسمی در دسامبر سال ۲۰۱۴ در آمریکای شمالی و در فوریهٔ سال ۲۰۱۵ در اروپا منتشر شد. این آلبوم در بیلبورد ۲۰۰ آمریکا در رتبه ۲۸ قرار گرفت و به نمایش درآمد، و به اولین آلبوم چارلی تبدیل شد که به این جدول وارد شده‌است، و در جدول آلبوم‌های بریتانیا نیز به شماره ۱۵ دست یافت. سومین تک‌آهنگ آلبوم «انجامش میدیم» که با همراهی خوانندهٔ بریتانیایی ریتا اورا شامل می‌شود، در فوریه منتشر شد و در جدول تک‌آهنگ‌های بریتانیا به رتبه ۸ راه پیدا کرد.
چارلی ایکس‌سی‌ایکس در اوایل سال ۲۰۱۵ در مرحلهٔ اروپایی تور جهانی منشوری کیتی پری به نمایش درآمد، همچنین تور خودش را در انگلستان عنوان کرد، و به همراه خوانندهٔ آراندبی تیناشی در تک‌آهنگ «دختره رو ول کن» از رپر تای دولا ساین حضور پیدا کرد. در مهٔ سال ۲۰۱۵، چارلی ایکس‌سی‌ایکس «مشهور» را به عنوان چهارمین تک‌آهنگ مکنده منتشر کرد. یک موزیک ویدئو برای این ترانه در مارس منتشر شد، و به ترتیب توسط تایم و پیچفورک به عنوان پنجمین و نوزدهمین بهترین موزیک ویدئوهای پاپ سال رتبه‌بندی شد. در ژوئیه و اوت سال ۲۰۱۵، چارلی ایکس‌سی‌ایکس همراه با جک آنتونوف عنوان یک تور آمریکایی را برعهده داشت. وی در ۲۱ اوت اعلام کرد که به «دلایل شخصی» مرحله دوم برنامه‌ریزی شده تور انجام نمی‌گیرد.

### ۲۰۱۵–۲۰۱۸:ووم ووم،فرشتهٔ شماره ۱، وپاپ ۲
در یک مصاحبه در ژوئیهٔ سال ۲۰۱۵، چارلی ایکس‌سی‌ایکس گفت که وی در حال کار کردن بر روی سومین آلبوم خود می‌باشد و آلبوم را اینگونه توصیف کرد «پاپ‌ترین چیز، و الکترونیک‌ترین چیز» ی که وی تا به حال انجام داده بوده‌است. تأیید شده بود تهیه‌کننده اسکاتلندی سوفی، همراه با بلادپاپ و استارگیت در تولید آلبوم نقش دارند. در اکتبر سال ۲۰۱۵، وی برای اولین بار ترانه خود به اسم «ووم ووم» را در برنامه رادیویی بیتس ۱ پخش کرد و سپس ادعا کرد که این اولین ترانه از سومین آلبوم استودیویی‌اش می‌باشد که منتشر می‌شود. در ۲۳ فوریهٔ سال ۲۰۱۶، اعلام شده بود وی یک لیبل ضبط موسیقی پاپ جدید به اسم «ووم ووم رکوردینگز» راه اندازی کره است، و اینکه وی یک ئی‌پی تحت عنوان ووم ووم در ۲۶ فوریهٔ سال ۲۰۱۶ منتشر خواهد کرد. آهنگ تیتر همان روز به‌طور رسمی منتشر شد. دومین ترانه منتشر شده از ئی‌پی با نام «جایزه»، اولین پخش خود را در برنامه بیتس ۱ زین لوو در همان شب دریافت کرد. همچنین اعلام شد که وی نیز دو هفته برنامهٔ بیتس ۱ خودش را میزبانی می‌نماید. ووم ووم اصولاً توسط سوفی به عنوان یک تیزر برای سومین آلبوم استودیویی وی تولید شد. ئی‌پی آوانپاپ ووم ووم، یک تغییر در لحن وی نسبت به آلبوم قبلی ایجاد کرد و برای بررسی‌های قطبی منتشر شد. یک موزیک ویدئو برای ترانه ووم ووم از طریق اپل موزیک در ۲۲ آوریل سال ۲۰۱۶ منتشر شد.
در ژوئیهٔ سال ۲۰۱۶، اعلام شد که تهیه‌کننده بریتانیایی ای. جی. کوک، مؤسس لیبل ضبط موسیقی پی‌سی موزیک، به عنوان کارگردان خلاق چارلی قبول شده‌است. در ۲۸ اکتبر، تک‌آهنگ اصلی آلبوم سوم وی، «بعد افترپارتی» منتشر شد. یک موزیک ویدئو برای این ترانه دو روز بعد منتشر شد. این ترانه در جدول تک‌آهنگ‌های بریتانیا به رتبه ۲۹ رسید، همچنین گواهی نقره‌ای توسط بی‌پی‌آی دریافت کرد. در ۸ فوریهٔ سال ۲۰۱۷، وی این ترانه را در جیمی کیمل لایو! همراه با یک آهنگ جدید به اسم «پرش» با همراهی کیاری پامیو پامیو اجرا کرد. وی در همان ماه در مصاحبه‌ای گفت که ساخت آلبوم به پایان رسیده و در سپتامبر منتشر خواهد شد. در ۱۰ مارس سال ۲۰۱۷، چارلی ایکس‌سی‌ایکس میکس‌تیپ «فرشتهٔ شماره ۱» را منتشر کرد، که مجموعه‌ای از حضور هنرمندان زن مهمان را شامل می‌شود، از جمله مو، ری، استارا، اوفی، آبرا، و کاپ‌کیک و همچنین آلبوم تا حد زیادی توسط هنرمندان پی‌سی موزیک از جمله ای.جی. کوک، ایزی‌فان تهیه شده‌است و میزان تولیدکنندگی سوفی از مابقی بیشتر می‌باشد.

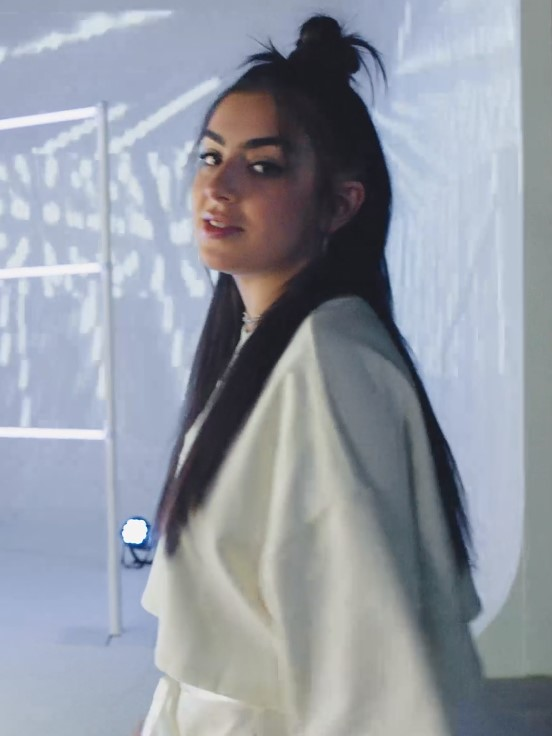
چارلی ایکس‌سی‌ایکس در سال ۲۰۱۷

در ۱۷ مارس سال ۲۰۱۷، مورا ماسا تک‌آهنگش را به اسم «۱ شب» منتشر کرد که با صداهای چارلی ایکس‌سی‌ایکس همراه بود. در ۲۶ ژوئیهٔ سال ۲۰۱۷، چارلی ایکس‌سی‌ایکس «پسرها» را به همراه یک موزیک ویدئو به همراه مجموعه‌ای از بازیگران سلبریتی‌های مرد که شامل جو جوناس و برندن یوری در میان دیگر سلبریتی‌ها می‌شوند، منتشر کرد؛ این ترانه در ۲۷ ژوئیه در رتبه ۲ در لیست تاپ ۲۵ یوتیوب قرار گرفت و تقریباً دو میلیون بازدید در کمتر از ۲۴ ساعت دریافت کرد. در ۶ اوت، چارلی ایکس‌سی‌ایکس در جشنواره موسیقی لالوپالوزا اجرا کرد. در ۲۰ اوت سال ۲۰۱۷ تعداد زیادی از قطعات سومین آلبوم استودیویی چارلی ایکس‌سی‌ایکس فاش شد و بقیه قطعات نیز در سال بعد فاش شدند. افشای آلبوم با تک‌آهنگ اصلی «بعد افترپارتی» منجر به لغو کردن آلبوم شد و چارلی تصمیم گرفت سومین آلبوم استودیویی را بازسازی کند و کاملاً جدید باشد.
میکس‌تیپ دنباله‌ای فرشتهٔ شماره ۱، پاپ ۲، در ۱۵ دسامبر سال ۲۰۱۷ همراه با همکاری‌هایی با کارلی ری جپسن، تو لو، آلما، کارولین پولاچک، بروک کندی، کاپ‌کیک، پابلو ویتار، دوریان الکترا، میکی بلانکو، تامی کش، کیم پتراس، جی پارک و مو منتشر شد. در ۱۵ مارس سال ۲۰۱۸، چارلی ایکس‌سی‌ایکس برای تبلیغ میکس‌تیپ خود پاپ ۲ در تئاتر ال ری در لس آنجلس به روی صحنه رفت. از مهٔ سال ۲۰۱۸، چارلی به عنوان یک دستگرمی در کنار کامیلا کبیو شروع به اجرا در تور استادیومی اعتبار تیلور سوئیفت کرد. از آن زمان، وی چندین تک‌آهنگ منتشر کرد. در مه ۳۱، وی «پنج صبح» را منتشر کرد، که در ابتدا در اولین تاریخ تور سوئیفت به نمایش درآمد. در ۲۹ ژوئن، وی تک‌آهنگ‌های «تمرکز» و «فرشته نیستم» را منتشر کرد. در ۲۷ ژوئیه وی تک‌آهنگ «شبگردی دختران» را منتشر کرد، که قبلاً به صورت زنده اجرا شده بود و در سال ۲۰۱۷ نیز فاش شده بود.

### ۲۰۱۸–۲۰۲۲:چارلی،الان چه حسی دارموتصادف
در ۵ اکتبر سال ۲۰۱۸، چارلی ایکس‌سی‌ایکس تک‌آهنگ «۱۹۹۹» را همراه با هنرمند آفریقای جنوبی–استرالیایی تروی سیوان به عنوان تک‌آهنگ اصلی سومین آلبوم خود به اسم چارلی منتشر کرد. این تک‌آهنگ در جدول تک‌آهنگ‌های بریتانیا به رتبه ۱۳ رسید و تبدیل به دهمین تک‌آهنگ برتر چارلی ایکس‌سی‌ایکس و همچین اولین تک‌آهنگ برتر وی از سال ۲۰۱۵ شد. موزیک ویدئویی برای تک‌آهنگ «۱۹۹۹» در ۱۱ اکتبر با چارلی ایکس‌سی‌ایکس و تروی سیوان همراه با اشاره‌هایی به فرهنگ پاپ در دهه ۱۹۹۰ منتشر شد. چارلی ایکس‌سی‌ایکس در آلبوم «ناکجاآباد همیشگی» با مو در آهنگ «اگه تموم شده» همکاری کرد.
در ۱۶ مهٔ سال ۲۰۱۹، چارلی ایکس‌سی‌ایکس دومین تک‌آهنگ چارلی «میندازمش گردن عشق تو» را همراه با خواننده و رپر آمریکایی لیزو منتشر کرد. این ترانه در لس آنجلس نوشته شده بود و توسط همکاران بلند قدمت استارگیت همراه با تولیدهای اضافی توسط ای.جی. کوک و ایزی‌فان تولید شده بود. عنصرهای «میندازمش گردن عشق تو» از نسخه منتشر شده قبلی «ترک ۱۰» از آلبوم قبلی وی پاپ ۲ گرفته شده بودند. در ۲۵ مه، چارلی ایکس‌سی‌ایکس در آخر هفته بزرگ رادیو بی‌بی‌سی ۱ اجرا کرد. در ۳۰ مه، وی یک ترانه جدید را با کریستین اند د کوئینز با نام «رفته» در پریماورا ساوند در بارسلون اجرا کرد. در ۳۰ مه، چارلی ایکس‌سی‌ایکس با دیپلو و اروه پیجز در ترانه «تند» همکاری کرد. در ۳ ژوئن، وی آشکار کرد که در حال ضبط ترانه‌ای دیگر با تروی سیوان برای چارلی است، این همکاری دومین همکاری آن‌ها پس از «۱۹۹۹» می‌باشد. بعداً معلوم شد نام ترانه «۲۰۹۹» می‌باشد، و برای اولین بار در گو وست فست در ۶ ژوئن در ویلترن در لس آنجلس به‌طور زنده اجرا شد. در ۷ ژوئن، چارلی ایکس‌سی‌ایکس یک همکاری به اسم «رؤیای درخشان» همراه با جین، جیمین و جونگ‌کوک از گروه پسرانه کره جنوبی بی‌تی‌اس برای موسیقی متن بازی نتماربل آن‌ها، دنیای بی‌تی‌اس، منتشر کرد. در ۱۷ ژوئیه، «رفته» به عنوان سومین تک‌آهنگ از آلبوم منتشر شد. اولین تک‌آهنگ تبلیغاتی، «عبور از تو» با همراهی اسکای فریرا در تاریخ ۱۶ اوت منتشر شد، و به دنبال این ترانه دو تا چهار تک‌آهنگ تبلیغاتی دیگر نیز منتشر شدند: «صمیمی»، به همراه هایم در ۳۰ اوت، «فوریهٔ سال ۲۰۱۷» به همراه کلرو و یائجی در ۶ سپتامبر؛ و «۲۰۰۹» نیز به همراه تروی سیوان در ۱۰ سپتامبر منتشر شد. آلبوم نیز در ۱۳ سپتامبر توسط اسایلم و آتلانتیک رکوردز منتشر شد.

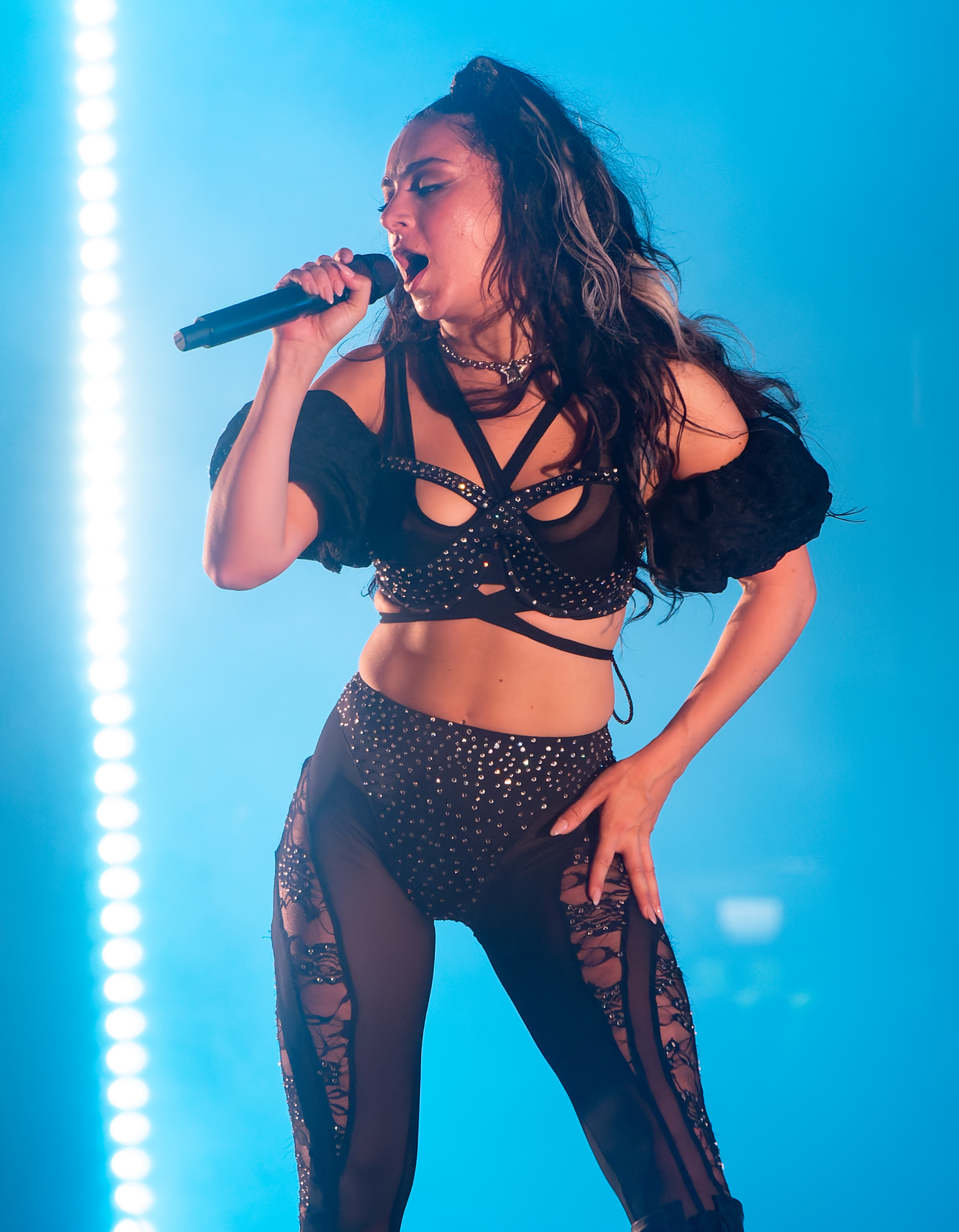
چارلی ایکس‌سی‌ایکس حین‌اجرا در پریماورا ساوند سال ۲۰۲۲

در ۱۳ ژانویهٔ سال ۲۰۲۰، چارلی ایکس‌سی‌ایکس در ترانه «ما برای بازی به دنیا اومدیم» گروه گالانتیس حضور یافت، که به عنوان آهنگ اصلی برای پارک موضوعی ژاپنی سوپر نینتندو ورلد، استفاده شد. وی ماه بعد در تک‌آهنگ ۱۰۰ گکز به اسم «آهنگ زنگ» با کرو کرو بونیتو و ریکو نستی همکاری کرد. با وجود دنیاگیری کووید-۱۹، چارلی ایکس‌سی‌ایکس از یک آلبوم جدید به اسم الان چه حسی دارم را در آوریل سال ۲۰۲۰ رونمایی کرد. وی متعاقباً تک‌آهنگ‌های «برای همیشه»، «پنجه‌ها» و «بالاخره فهمیدم» را منتشر کرد. الان چه حسی دارم در ۱۵ مهٔ سال ۲۰۲۰ منتشر شد. آلبوم در مدت شش هفته طی قرنطینه کووید-۱۹ نوشته و ضبط شده بود. وی از اینستاگرام خود برای برقراری ارتباط با طرفدارانش هنگام ساخت آلبوم استفاده نمود برای مثال اشعار مختلف و ناپایداری را ارسال می‌کرد و جلدهای تک‌آهنگ‌ها، و نمونه‌های صوتی را ارسال می‌کرد که طرفداران می‌توانستند به آن‌ها رای بدهند و او محبوب‌ترین از بین آن‌ها را به‌صورت رسمی برای کاور ترانه قرار می‌داد. کیتی امپایر از گاردین آلبوم را «اثری حقیقی از زمان خودش» توصیف کرد. اولین اجرای چارلی ایکس‌سی‌ایکس پس از دنیاگیری در ژوئن سال ۲۰۲۱ در وین‌وود پراید، میامی بود. نو روم که یکی از موسیقی‌دانان ناشر درتی هیت می‌باشد در اوایل فوریهٔ سال ۲۰۲۱ اعلام کرد که در حال کردن بر روی آهنگی با چارلی ایکس‌سی‌ایکس در کنار هم‌ناشری‌های خود د ۱۹۷۵ می‌باشد.
در ۱۹ فوریه، وی در نسخهٔ جدیدی از ترانهٔ «شارژر» از هنرمند بریتانیایی-کانادایی، الیو حضور یافت. وی در ۱۶ مارس از طریق یک پست در تیک‌تاک افشا کرد که در حال کار کردن بر روی آلبوم استودیویی بعدی خود می‌باشد، همچنین می‌گفت که «احساس می‌کند تحت تأثیر قرار گرفته». وی همچنین در توییتی در ژوئن سال ۲۰۲۰ اعلام کرده بود که آلبوم بعدی‌اش آخرین ضبط وی در آتلانتیک رکوردز خواهد بود. چارلی در ۲۸ آوریل در ریمیکسی از ترانهٔ «دراما» از آلبوم موفق باشی بلیدی و مکاتوک حضور یافت. در ۲ سپتامبر، «آدم خوبا» به عنوان تک‌آهنگ اصلی از آلبوم در دست انتشار وی منتشر شد. دومین تک‌آهنگ از آلبوم، «اشکال جدید» به‌همراهٔ کریستین اند د کوئینز و کارولین پولاچک در نوامبر منتشر شد. به همراهٔ این تک‌آهنگ، چارلی ایکس‌سی‌ایکس به‌طور رسمی پنجمین آلبوم استودیویی خود را تحت عنوان تصادف اعلام کرد که در ۱۸ مارس سال ۲۰۲۲ منتشر گردید. تک‌آهنگ سوم نیز تحت نام «التماس برای تو» به‌همراهٔ رینا ساوایاما در ۲۷ ژانویه منتشر شد.

### ۲۰۲۳–اکنون:لوسو تور عرق
در فوریهٔ سال ۲۰۲۳ چارلی ایکس‌سی‌ایکس در مصاحبه‌ای که با ووگ بریتانیا داشت آشکار کرد برای دو آلبوم بعدی خود، قرارداد جدید امضا کرده‌است. وی در آوریل ۱۵ به‌عنوان یکی از سرفصلان جشنواره کوچلا شرکت کرد. وی در ساخت موسیقی‌متن سه فیلم مشارکت داشته و به‌ترتیب، تک‌آهنگ «دختر جذاب» برای بدن‌ها بدن‌ها بدن‌ها و «درایو سرعت» از موسیقی متن فیلم محصول سال ۲۰۲۳ باربی منتشر نموده‌است. «درایو سرعت» وارد جدول‌های تک‌آهنگ‌های انگلیس و بیلبورد هات ۱۰۰ شد و به‌ترتیب رتبه‌های ۹ و ۷۳ را از آن خود کرد. و بعد از ترانه‌های «بوم کلپ» و «قوانین را شکستن» که در سال ۲۰۱۴ منتشر شده بودند، «درایو سرعت» اولین ترانهٔ موفق چارلی ایکس‌سی‌ایکس محسوب می‌شود. وی همچنین با لئو بیرنبرگ به‌عنوان یکی از ترانه‌سازان موسیقی‌متن فیلم محصول سال ۲۰۲۳ باتمز همکاری کرد.
چارلی ایکس‌سی‌ایکس در اوت سال ۲۰۲۳ با خوانندهٔ آمریکایی، ادیسون ری در ترانهٔ «میشه براش مرد» از آلبوم چندآهنگهٔ ری تحت عنوان ای‌آر همکاری کرد. و در اکتبر همان سال با خوانندهٔ انگلیسی سم اسمیت در تک‌آهنگ «توی شهر» همکاری کرد. همچنین اسمیت و دوون لی کارلسون در موزیک ویدئو «درایو سرعت» حضور یافته‌اند. چارلی ایکس‌سی‌ایکس در فوریهٔ سال ۲۰۲۴ از دومین ست سخن‌پراکنی بویلر روم تحت عنوان دختر مهمانی رونمایی کرد که در ۲۲ فوریهٔ در بروکلین برگزار گردید؛ وی پیش‌تر در سال ۲۰۲۰ در این سخن‌پراکن گویندگی داشت. این ست حدود ۳۷،۰۰۰ آراس‌وی‌پی دریافت کرد و تبدیل به بیشتر مقدار آراس‌وی‌پی در تاریخ بویلر روم شد، از بین این تعداد فقط به ۴۰۰ نفر اجازهٔ ورود داده می‌شد. مهمان‌هایی نظیر ای. جی. کوک، جورج دنیل، داس، ایزی‌فان، ادیسون ری و جولیا فاکس نیز در این ست اجرا داشتند.

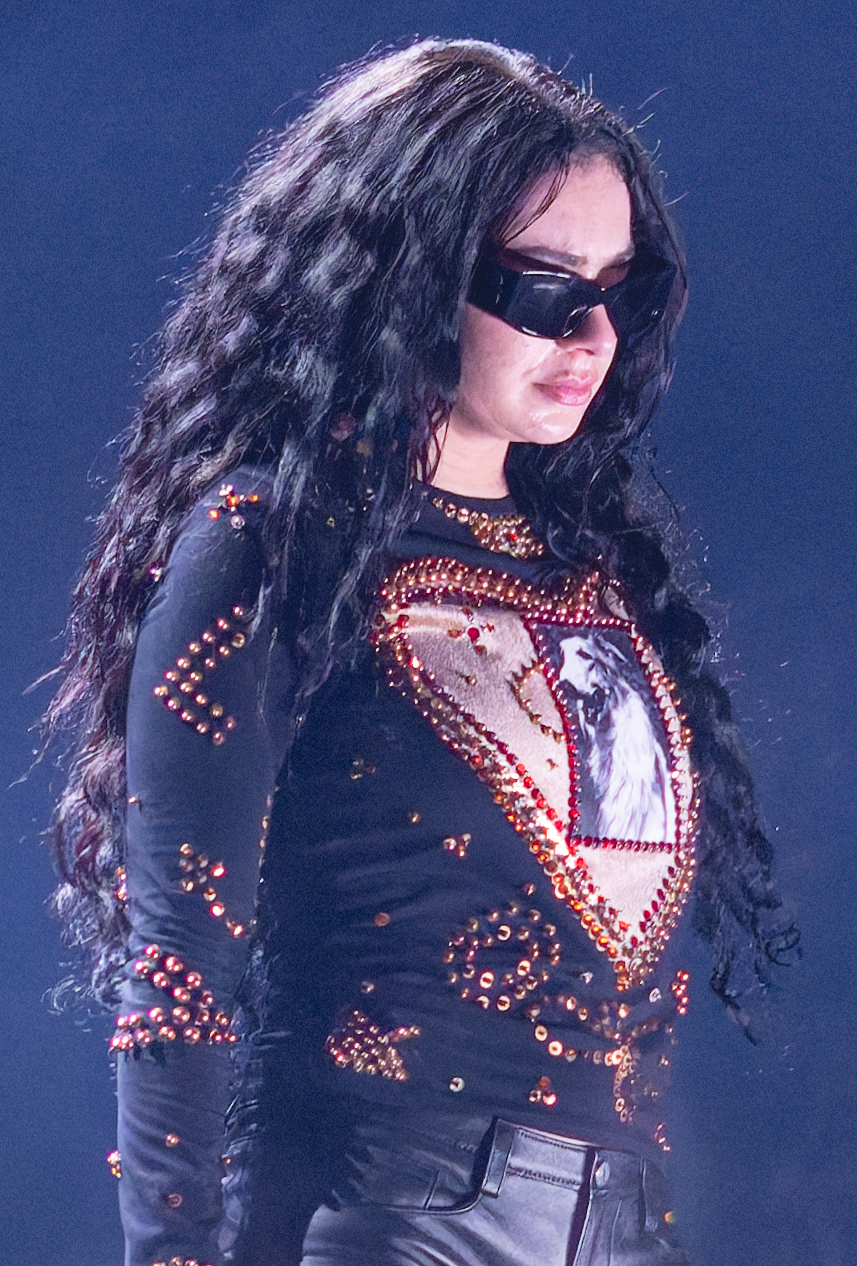
چارلی ایکس‌سی‌ایکس حین‌اجرا در بی‌پی پالس لایو در سال ۲۰۲۴

تک‌آهنگ اصلی ششمین آلبوم استودیویی وی تحت عنوان لوس با نام «فون داچ» در ۲۹ فوریهٔ ۲۰۲۴ و دومین تک‌‎آهنگ آلبوم «۳۶۰» به‌همراهٔ موزیک ویدئو در ۱۰ مهٔ سال ۲۰۲۴ منتشر شدند. هارپرز بازار موزیک ویدئوی «۳۶۰» را «مملو از اون دخترای موردعلاقهٔ اینترنت» توصیف کرد. آلبوم در ۷ ژوئن سال ۲۰۲۴ منتشر گردید. و به‌سرعت مورد تحسین گسترده جهانی قرار گرفت؛ متاکریتیک به آلبوم امتیاز ۹۵ داد که بالاترین امتیاز در برابر دیگر آلبوم‌هایی که در سال ۲۰۲۴ (تا اکتبر) منتشر شده‌اند می‌باشد، بنابراین لوس به یکی از ۲۰ آلبوم برتر متاکریتیک با بالاترین امتیاز در تمام دوران شد. زیبایی‌شناسی و جلد هنری سبز لیمویی این آلبوم تبدیل به یک ترند اینترنتی وایرال شد و در سطح پوشش رسانه‌ای متداول مورد توجه قرار گرفت، برای مثال توسط کارزار ریاست جمهوری ۲۰۲۴ کامالا هریس مورد استفاده قرار گرفت. ترانهٔ «حدس» در ابتدا به‌عنوان بخشی از نسخهٔ دیلاکس لوس تحت عنوان لوس و خود خودشه اما سه تا آهنگ دیگه هم داره پس نیست منتشر شده بود. نسخهٔ ریمیکس این ترانه به‌همراهٔ بیلی آیلیش در جدول تک‌آهنگ‌های بریتانیا قرار گرفت؛ و پس از «عاشقشم» آیکونا پاپ که در در دههٔ پیشین منتشر شده بود، دومین تک‌آهنگ موفق چارلی ایکس‌سی‌ایکس می‌باشد که به رتبهٔ اول دست یافته‌است. «سیب» پس از اینکه در تیک‌تاک وایرال گردید، به‌عنوان یک تک‌آهنگ از آلبوم منتشر شد. چارلی ایکس‌سی‌ایکس  مدیر اجرایی تولید موسیقی‌متن سریال افراط و همچنین یکی از مدیران اجرایی تولید موسیقی‌متن فیلم مادر ماری به‌همراهٔ جک آنتونوف می‌باشد.
نسخهٔ ریمیکس لوس تحت عنوان لوس و کاملاً متفاوته ولی همچنان لوسه در ۱۱ اکتبر سال ۲۰۲۴ منتشر گردید. وی در این آلبوم با هنرمندانی نظیر آریانا گرانده، کشا، کارولین پولاچک، تیناشی، جان هاپکینز، بون ایور، شایگرل، بلیدی، جولین کازابلانکاس، د جاپنیز هاوس، بیبی تریکس و د ۱۹۷۵ همکاری کرده‌است. تک‌آهنگ‌های این آلبوم «ریمیکس ای‌جی کوک فون داچ به‌همراهٔ ادیسون ری»، «۳۶۰ به‌همراهٔ روبین و یانگ لین»، «دختر، سردرگم کنندست به‌همراهٔ لرد»، «حدس به‌همراهٔ بیلی آیلیش»، «حرف می‌زدی حرف می‌زدی به‌همراهٔ تروی سیوان» هستند. چارلی ایکس‌سی‌ایکس در اکتبر سال ۲۰۲۴ به‌عنوان سفیر لوازم آرایشی ولنتینو بیوتی در ایالات متحده انتخاب شد. و در ۱۶ نوامبر سال ۲۰۲۴ به‌عنوان میزبان و مهمان موسیقایی پخش زنده شنبه شب حضور یافت.فایننشال تایمز در ۶ دسامبر چارلی ایکس‌سی‌ایکس را یکی از پرنفوذترین زنان سال ۲۰۲۴ نامید.
پس از آنکه «مهمونی برای تو» در اوایل سال ۲۰۲۵ دوباره در تیک‌تاک وایرال شد و محبوبیت و میزان استریم آن افزایش یافت، موزیک‌ویدیوی این قطعه در ۱۵ مهٔ سال ۲۰۲۵ منتشر گردید؛ این تاریخ با پنجمین سالگرد انتشار آلبوم الان چه حسی دارم، که این آهنگ بخشی از آن است، همزمان بود. در ۷ ژوئن سال ۲۰۲۵ وی به‌طور غیرمنتظره در اجرای گروه ایر در جشنوارهٔ ما سبز را دوست می‌داریم پاریس روی صحنه رفت و قطعهٔ «دختر شکوفه گیلاسی» را با این گروه اجرا کرد. وی در ۲۱ ژوئن سال ۲۰۲۵، بار دیگر به‌عنوان مهمان غافلگیرکننده در دومین شب اجرای دوآ لیپا در تور خوش‌بینی افراطی در لندن ظاهر شد و دو نفره ترانهٔ «۳۶۰» را اجرا نمودند.

## استعداد هنری

### سبک موسیقایی
منتقدان موسیقی، موسیقی چارلی ایکس‌سی‌ایکس را با بسیاری از اصطلاحات مختلف توصیف کرده‌اند که آنها شامل دنس پاپ، الکتروپاپ، پاپ پانک و آلترناتیو پاپ می‌شوند. ترانه‌های وی از لحاظ غنایی موضوعات بی‌شماری را مورد بررسی قرار می‌دهند از جمله رابطهٔ جنسی، ماشین‌ها، لذت‌گرایی و عشق. دموهای اولیهٔ وی که در مای‌اسپیس منتشر شده بودند «تکنوی چرند» توصیف شده‌اند. انتشارات متعاقب نیز به‌عنوان ترکیبی از سبک‌های دارک ویو و ویچ هاوس نیز برچسب گذاری شده‌اند. با پیشرفت حرفهٔ او، وی چندین سبک موسیقی دیگر از جمله گوتیک راک و سینث-پاپ را در اولین آلبوم آغازینش به نمایش درآورد، دومین آلبوم وی یک آلبوم پاپ پانک توصیف شد که عناصر پانک راک، نیو ویو و پاور پاپ را در خود نهفته‌است. منقدان از آغاز همکاری چارلی ایکس‌سی‌ایکس با هنرمندان پی‌سی موزیک را به‌عنوان نقطهٔ عطف ترانه‌شناسی وی یاد می‌کنند. آثار منتشر شده پس از مکنده به‌عنوان آوانپاپ توصیف شده‌اند. ووم ووم حاوی عناصر یورودنس می‌باشد، و در این حال فرشتهٔ شماره ۱ عناصر ترپ، آراندبی، الکتروپاپ، سینث-پاپ و پاپ تجربی را در بر می‌گیرد. پاپ ۲ و چارلی به دلیل همکاری‌های متعددشان مورد توجه قرار گرفتند؛ این دو اثر سبک آوانپاپ قدیمی ترانه‌ها را حفظ کردند و به‌همراهٔ آن عناصر آوانگارد، یورودنس و موسیقی جی-پاپ را با آن گنجاندند. الان چه حسی دارم آلبومی «کلاب-پاپ»، هایپرپاپ و پاپ تجربی با عناصر یوکی گاراژ، ترنس و بابلگام پاپ خوانده شده‌است؛ چارلی ایکس‌سی‌ایکس در این آلبوم به زندگی خود طی قرنطیهٔ کووید-۱۹ پرداخته‌است. تصادف آلبومی سینث-پاپ و پاپ دههٔ ۱۹۸۰ نامیده شده که عناصر سینث‌ویو، دیپ فانک، سوینگ‌بیت، بابلگام پاپ، ایتالو دیسکو و موسیقی ایندی پاپ را در خود جای داده می‌باشد؛ همچنین این اثر به‌دلیل انحرافی که نسبت به انتشارات پاپ تجربی پیشین چارلی ایکس‌سی‌ایکس برخودار می‌باشد، معروف است. تصادف همچنین به‌خاطر نظر طنزگونه‌ای که بر روی موسیقی پاپ دارد و زیبایی‌شناسی متمرکزش بر معامله با شیطان مشهور است. صدای خوانندگی چارلی ایکس‌سی‌ایکس با صدای گوئن استفانی و مارینا دیامانادیس مقایسه شده‌است. وی از گونهٔ صدای آلتو برخوردار است. چارلی ایکس‌سی‌ایکس علاوه بر این‌ها به عنوان چهره‌ای در سبک «هایپرپاپ» دهه ۲۰۱۰ توصیف شده، اگرچه وی این اصلاح را در رسانه‌های اجتماعی رد کرده و اظهار داشته که «با ژانرهای موسیقی همذات پنداری نمی‌کند.»

### تأثیرپذیری
از جمله افرادی که چارلی ایکس‌سی‌ایکس تحت‌تأثیر آن‌ها قرار گرفته می‌توان به شامپو،  داوت، تتو، دی دوناس، ، دی دوناس، بیکینی کیل، آوریل لوین، دی فمینینه کمپلکس، سوزی اند د بنشیز، دانا سامر، برد، آل سنتس، آفی، بروک کندی، لیل وین، کیت بوش، توئین پیکس، پاریس هیلتون، ژوستیس، کریستال کاستلز، کالوین هریس، بیورک و کوئنتین تارانتینو اشاره کرد. وی از آخری به‌عنوان «قهرمان» خود یاد می‌کند. وی علاوه بر این‌ها ریانا را «دختر پاپ موردعلاقه‌اش» نامیده و امیدوار است روزی برایش ترانه‌ای بنویسد. همچنین چارلی ایکس‌سی‌ایکس آرزوی ترانه‌نویسی برای کیتی پری و گوئن استفانی را نیز دارد. چارلی ایکس‌سی‌ایکس می‌گوید عشق راستین را تحت‌تأثیراتی که «مارتیکا، و همچنین کیور و بریتنی» بر روی او داشته‌اند، بنا نهاده‌است و این در حالی است که تأثیرات بلیندا کارلایل، مارینا و د نایف را روی خود نیز ذکر کرد. دی هایوز، ویزر، رامونز و موسیقی یی-یی دههٔ ۱۹۶۰ تمامی الهام‌بخش‌های دومین آلبوم وی هستند. وی از کانیه وست به عنوان فرد الهام‌بخش خود برای استفادهٔ ایدیوسنکراتیکی که از اتوتیون دارد، نام برده‌است. وی همچنین گفته‌است «مدونا، بویی— بهترین هنرمندانی هستند که مدام درحال تغییرند» و اینکه «همکاری رؤیایی وی با اشخاصی مانند بیورک، کیت بوش یا حتی دیان وارویک خواهد بود».
وی همچنین گفته از تیلور سوئیفت چیزهایی درمورد اجرا و جذب جمعیت آموخته‌است. همچنین از اجراهای زنده و ویژوال‌های مریلین منسون به‌عنوان منابع الهامات خود و یک عامل تأثیرگذار برای اجرایش در مراسم جوایز موسیقی آمریکا ۲۰۱۴ یاد کرده‌است. اجراهای زندهٔ چارلی ایکس‌سی‌ایکس برای تأثیرشان فرهنگ ریو در شناخته شده‌اند. وی از همکاران خود ای‌جی کوک، کارولین پولاچک، رینا ساوایاما و سوفی به‌عنوان الهامات اجراهای زنده‌اش طی تصادف: تور زنده نام برده‌است.
چارلی ایکس‌سی‌ایکس فرهنگ پاپ دههٔ ۱۹۹۰ را مورد تحسین قرار داده و می‌توان این موضوع را به‌نحوی چشم‌گیر در موزیک ویدئوی «قوانین را شکستن» و تک‌آهنگ و موزیک ویدئوی «۱۹۹۹» و تصادف دید. وی همچنین علاوه بر این‌ها گفته دههٔ ۱۹۹۰ برای وی «اسپایس گرلز و بریتنی» بوده. وی پس از انتشار تک‌آهنگ «تند» که عناصر تک‌آهنگ «حسرت‌به‌دل» اسپایس گرلز درونش گنجایده شده‌است، عشق و علاقهٔ خود را به این گروه باز ابراز کرد و همچنین بریتنی اسپیرز را «اولین نماد بزرگ پاپ» برای خود نامیده و خواستار تقلید از وی نیز بوده‌است. چارلی ایکس‌سی‌ایکس همچنین بلک‌اوت را به‌عنوان یکی از ضبط‌های موردعلاقهٔ خود در نظر گرفته و «تکه‌ای از من» را به‌عنوان ترانهٔ موردعلاقهٔ خود از این خواننده ذکر کرده‌است. دیگر موسیقی‌دانانی که چارلی ایکس‌سی‌ایکس طی دوران کودکی آن‌هارا مورد ستایش قرار داده شامل جاستین تیمبرلیک و کریستینا آگیلرا می‌شوند. وی برهنه را «یکی از آلبوم‌های موردعلاقه‌اش تاابد» نامیده‌است. وی نیز از آوریل لوین و شخصیت‌های داستانی شر هوروویتز، ونزدی آدامز و نانسی داونز به‌عنوان الهاماتش از استایلش یاد می‌کند و استایل خودرا «دختر مدرسه‌ای دههٔ ۹۰» توصیف کرده‌است. چارلی ایکس‌سی‌ایکس درطول دوران نوجوانی خود برای تقلید از لوین کراوات می‌پوشید.

## کنشگری
وی در ژوئیهٔ سال ۲۰۲۰ یک نامهٔ سرگشاده برای وزیر برابری انگلیس در آن‌زمان، لیز تراس امضاء کرد و خواستار ممنوعیت هر نوع تبدیل‌درمانی ال‌جی‌بی‌تی پلاس شد. در ژوئیهٔ سال ۲۰۲۴ به‌نظر می‌رسید وی با بیان «کاملا لوسه» گویا از کامالا هریس در کمپین ریاست‌جمهوری هریس تبلیغ کرده باشد. وی در اوت اظهار می‌داشت که انتظار نداشت این توئیت تبلیغ تلقی شود امّا «خوشحال شده که از شکست دموکراسی تاابد جلوگیری کرده‌است.»
چارلی در سال ۲۰۲۵ یکی از هنرمندان بریتانیایی بود که نامه‌ای سرگشاده را در حمایت از جامعهٔ ترنس امضا کرد؛ این اقدام در واکنش به حکم دیوان عالی در پروندهٔ «جنبش زنان اسکاتلند علیه وزیران اسکاتلند صورت گرفت.

## زندگی شخصی
چارلی ایکس‌سی‌ایکس ادعا می‌کند حس‌آمیزی صدا-به-رنگ را تجربه کرده‌است. وی اظهار دارد که «من موسیقی را به رنگ می‌بینم. من عاشق آهنگ‌هایی هستم که سیاه، صورتی بنفش یا قرمز هستند— اما از آهنگ‌هایی که سبز، زرد یا قهوه‌ای هستند نفرت دارم.»
وی به‌علت اظهار نظرات نژادپرستانه در رابطه با اصالت هندی او و فرض کردن اینکه بعضی‌ها به‌دلیل رنگ پوست خود 'کثیف' هستند، بلافاصله از اصالتش دفاع می‌کرد و غروری که به‌خاطر ریشه‌های هندی خود داشته را بیان کرد و اظهار می‌داشت که: «من شدیداً به اصالت هندی خود افتخار می‌کنم، و ریشه و خانواده‌ام را دوست دارم. من/کسی را به‌خاطر رنگ پوست «کثیف» صدا نزنید. او طی مصاحبه‌ای با وگ سنگاپور در سال ۲۰۲۴ دربارهٔ تابعیت دوگانهٔ خود صحبت کرد و گفت که: «فکر می‌کنم با دو زندگی نیمه‌کاره بزرگ شدم. وقتی به دیدن خانواده‌ی مادرم می‌رفتم، خیلی احساس هندی بودن می‌کردم. همه‌ی صحنه‌های کلاسیک؛ نانی و باپا در حال آشپزی، فیلم‌های بالیوودی که در پس‌زمینه پخش می‌شدن، و همه داشتن به گجراتی صحبت می‌کردن... اما بعدش برمی‌گشتم به یه دنیای دیگه که بیشتر سفیدپوست بود. انگار فقط آخر هفته‌ها می‌تونستم بخش هندی هویتم رو تجربه کنم. هیچ‌وقت واقعاً حس نکردم که به هیچ‌کدوم از این دنیاها تعلق دارم، که فکر می‌کنم برای بچه‌های دورگه خیلی اتفاق رایجیه.»
چارلی ایکس‌سی‌ایکس تا سال ۲۰۲۲ با هاک کونگ زندگی مشترک طولانی مدتی داشته‌است، و قبلاً با او در سال ۲۰۱۴ در رابطه بوده‌است، و از سال ۲۰۱۲ دوست بوده‌اند. از سال ۲۰۲۲ تاکنون چارلی ایکس‌سی‌ایکس با جورج دنیل طبل‌زن باند د ۱۹۷۶ در رابطه بوده‌است. این زوج اولین بار هنگام کار بر روی ترانهٔ «چرخش» که در ۴ مارس سال ۲۰۲۱ منتشر شد، ملاقات کردند و بعدها این دو دوباره در ترک تیتر آلبوم تصادف که ۱۸ مارس سال ۲۰۲۲ منتشر شد و نیز چندین قطعهٔ دیگر در نسخهٔ دیلاکس این آلبوم همکاری کردند. آن‌ها نامزدی خودرا در نوامبر سال ۲۰۲۳ اعلام نمودند. آن‌ها در ژوئیهٔ سال ۲۰۲۵ با یکدیگر ازدواج کردند.
چارلی ایکس‌سی‌ایکس از فوریهٔ سال ۲۰۱۷ وقت خود را میان لندن و لس آنجلس تقسیم می‌کند.
چارلی طی یک مصاحبه که در سال ۲۰۱۹ با گلامور داشت گفت که وی «اصلاً آدم مذهبی‌ای نیست».

## آلبوم‌شناسی
- عشق راستین (۲۰۱۳)
- مکنده (۲۰۱۴)
- چارلی (۲۰۱۹)
- الان چه حسی دارم (۲۰۲۰)
- تصادف (۲۰۲۲)
- لوس (۲۰۲۴)

## تورها
| خوانندهٔ اول - تور گرل پاور آمریکای شمالی (۲۰۱۴) - تور چارلی اند جک دو آمریکا (۲۰۱۵) (لغو شده) - تور فرشتهٔ شماره ۱ (۲۰۱۷) - تور نمایش‌های پاپ ۲ (۲۰۱۸) - تور زنده چارلی (۲۰۱۹–۲۰۲۰) - تصادف: تور زنده (۲۰۲۲–۲۰۲۳) - تور لوس (۲۰۲۴–۲۰۲۵) خوانندهٔ دوم - تور چارلی اند جک دو آمریکا (۲۰۱۵) (با بلیچرز) - عرق (۲۰۲۴) (با تروی سیوان) | پشتیبانی - تینگ تینگز – مال خودتو نشونمون بده (۲۰۱۱) - اسلی بلز – (۲۰۱۲) - آزلیا بنکس – مرمید بال (۲۰۱۲) - کلدپلی – میلو ایکسیلوتو تور (۲۰۱۲) - الی گولدینگ – هالسیون دیز تور (۲۰۱۳) | - مارینا و دیاموندز – کلاب قلب‌های لونلی تور (۲۰۱۳) - پرامور – سلف-تیترد تور (۲۰۱۳) - کیتی پری – تور جهانی منشوری (۲۰۱۵) - هالزی – تور پادشاهی چشمهٔ ناامید (۲۰۱۷) - سیا – نوستالژیک فور پرزنت تور (۲۰۱۷) - تیلور سوئیفت – تور استادیومی اعتبار (۲۰۱۸) |

## فیلم‌شناسی

### موزیک ویدئوها
| سال  | ترانه                                        | هنرمند(ان)                                                     | آلبوم                | نقش            | یادداشت‌ها                                            |
| ---- | -------------------------------------------- | -------------------------------------------------------------- | -------------------- | -------------- | ---------------------------------------------------- |
| ۲۰۱۲ | «تو همونی»                                   | چارلی ایکس‌سی‌ایکس                                               | عشق راستین           | خودش           |                                                      |
| ۲۰۱۲ | «هالهٔ ابر»                                   | چارلی ایکس‌سی‌ایکس به‌همراهٔ بروک کندی                             | عشق راستین           | خودش           |                                                      |
| ۲۰۱۳ | «تو (ها ها ها)»                              | چارلی ایکس‌سی‌ایکس                                               | عشق راستین           | خودش           |                                                      |
| ۲۰۱۳ | «آنچه دوست دارم»                             | چارلی ایکس‌سی‌ایکس                                               | عشق راستین           | خودش           |                                                      |
| ۲۰۱۳ | «دستمو بگیر»                                 | چارلی ایکس‌سی‌ایکس                                               | عشق راستین           | خودش           |                                                      |
| ۲۰۱۳ | «سوپرلاو»                                    | چارلی ایکس‌سی‌ایکس                                               | تک‌آهنگ خارج از آلبوم | خودش           |                                                      |
| ۲۰۱۴ | «خواستنی»                                    | ایگی آزیلیا به‌همراهٔ چارلی ایکس‌سی‌ایکس                           | کلاسیک جدید          | خودش           |                                                      |
| ۲۰۱۴ | «بوم کلپ»                                    | چارلی ایکس‌سی‌ایکس                                               | مکنده                | خودش           | از «موسیقی‌متن بخت پریشان»                            |
| ۲۰۱۴ | «قوانین را شکستن»                            | چارلی ایکس‌سی‌ایکس                                               | مکنده                | خودش           |                                                      |
| ۲۰۱۴ | «بهم زدن»                                    | چارلی ایکس‌سی‌ایکس                                               | مکنده                | خودش           |                                                      |
| ۲۰۱۵ | «انجامش میدیم»                               | چارلی ایکس‌سی‌ایکس به‌همراهٔ ریتا اورا                             | مکنده                | خودش           |                                                      |
| ۲۰۱۵ | «مشهور»                                      | چارلی ایکس‌سی‌ایکس                                               | مکنده                | خودش           | ارائه‌شده توسط جوایز موسیقی یوتیوب ۲۰۱۵               |
| ۲۰۱۶ | «ووم ووم»                                    | چارلی ایکس‌سی‌ایکس                                               | ووم ووم (ئی‌پی)       | خودش           |                                                      |
| ۲۰۱۶ | «من، تو، ما»                                 | ری                                                             | دومین (ئی‌پی)         | کارگردان       |                                                      |
| ۲۰۱۶ | «بعد افترپارتی»                              | چارلی ایکس‌سی‌ایکس به‌همراهٔ لیل یاتی                              | تک‌آهنگ خارج از آلبوم | خودش           |                                                      |
| ۲۰۱۷ | «۱ شب»                                       | مورا ماسا به‌همراهٔ چارلی ایکس‌سی‌ایکس                             | مورا ماسا            | خودش           |                                                      |
| ۲۰۱۷ | «پسرها»                                      | چارلی ایکس‌سی‌ایکس                                               | تک‌آهنگ خارج از آلبوم | کارگردان، خودش | کارگردانی به‌همراهٔ سارا مک‌کولگان                      |
| ۲۰۱۷ | «فازها»                                      | آلما و فرنچ مونتانا                                            | تک‌آهنگ خارج از آلبوم | کارگردان       |                                                      |
| ۲۰۱۷ | «پول کثیف سکسی»                              | دیوید گتا و افروجک به‌همراهٔ چارلی ایکس‌سی‌ایکس و فرنچ مونتانا     | تک‌آهنگ خارج از آلبوم | کارگردان، خودش | کارگردانی به‌همراهٔ سارا مک‌کولگان                      |
| ۲۰۱۸ | «جنده‌ها»                                     | تو لو به‌همراهٔ چارلی ایکس‌سی‌ایکس، آیکونا پاپ، الیفانت و آلما     | لب‌های آبی            | خودش           |                                                      |
| ۲۰۱۸ | «دختران (ترانه ریتا اورا)»                   | ریتا اورا به‌همراهٔ کاردی بی، بی‌بی رکسا، و چارلی ایکس‌سی‌ایکس      | ققنوس                | خودش           |                                                      |
| ۲۰۱۸ | «پنج صبح»                                    | چارلی ایکس‌سی‌ایکس                                               | تک‌آهنگ خارج از آلبوم | خودش           |                                                      |
| ۲۰۱۸ | «۱۹۹۹ (ترانه چارلی ایکس‌سی‌ایکس و تروی سیوان)» | چارلی ایکس‌سی‌ایکس به‌همراهٔ تروی سیوان                            | چارلی                | کارگردان، خودش | کارگردانی با رایان استیک                             |
| ۲۰۱۹ | «پیروزی»                                     | نستی چری                                                       | فصل ۱ (ئی‌پی)         | کارگردان       | کارگردانی با کریستن جان ونگ                          |
| ۲۰۱۹ | «میندازمش گردن عشق تو»                       | چارلی ایکس‌سی‌ایکس به‌همراهٔ لیزو                                  | چارلی                | خودش           |                                                      |
| ۲۰۱۹ | «رفته»                                       | چارلی ایکس‌سی‌ایکس به‌همراهٔ کریستین اند د کوئینز                  | چارلی                | خودش           |                                                      |
| ۲۰۱۹ | «حالت فلش»                                   | پابلو ویتار به‌همراهٔ چارلی ایکس‌سی‌ایکس                           | من پابلو هستم        | خودش           |                                                      |
| ۲۰۱۹ | «۲۰۹۹»                                       | چارلی ایکس‌سی‌ایکس به‌همراهٔ تروی سیوان                            | چارلی                | خودش           |                                                      |
| ۲۰۱۹ | «مرسدس سفید»                                 | چارلی ایکس‌سی‌ایکس                                               | چارلی                | خودش           |                                                      |
| ۲۰۲۰ | «برای همیشه»                                 | چارلی ایکس‌سی‌ایکس                                               | الان چه حسی دارم     | کارگردان، خودش | کارگردانی به‌همراهٔ دن استرایت                         |
| ۲۰۲۰ | «پنجه‌ها»                                     | چارلی ایکس‌سی‌ایکس                                               | الان چه حسی دارم     | خودش           |                                                      |
| ۲۰۲۰ | «ملبیو» (نسخهٔ در خانه)                       | کیم پتراس                                                      | تک‌آهنگ خارج از آلبوم | خودش           |                                                      |
| ۲۰۲۱ | «از پشت یه تاکسی»                            | رستم                                                           | چنجفوبیا             | خودش           |                                                      |
| ۲۰۲۱ | «آدم خوبا»                                   | چارلی ایکس‌سی‌ایکس                                               | تصادف                | خودش           | داستان از چارلی ایکس‌سی‌ایکس                           |
| ۲۰۲۱ | «اشکال جدید»                                 | چارلی ایکس‌سی‌ایکس به‌همراهٔ کریستین اند د کوئینز و کارولین پولاچک | تصادف                | خودش           |                                                      |
| ۲۰۲۲ | «التماس برای تو»                             | چارلی ایکس‌سی‌ایکس به‌همراهٔ رینا ساوایاما                         | تصادف                | خودش           |                                                      |
| ۲۰۲۲ | «عزیزم»                                      | چارلی ایکس‌سی‌ایکس                                               | تصادف                | خودش           |                                                      |
| ۲۰۲۲ | «هر قانونی»                                  | چارلی ایکس‌سی‌ایکس                                               | تصادف                | خودش           |                                                      |
| ۲۰۲۲ | «قبلاً منو میشناختی»                          | چارلی ایکس‌سی‌ایکس                                               | تصادف                | خودش           |                                                      |
| ۲۰۲۲ | «توش جذابم»                                  | تیستو و چارلی ایکس‌سی‌ایکس                                       | درایو                | خودش           |                                                      |
| ۲۰۲۳ | «درایو سرعت»                                 | چارلی ایکس‌سی‌ایکس با دوون لی کارلسون                            | باربی: آلبوم         | خودش           | از «باربی: آلبوم»                                    |
| ۲۰۲۴ | «فون داچ»                                    | چارلی ایکس‌سی‌ایکس                                               | لوس                  | خودش           |                                                      |
| ۲۰۲۴ | «۳۶۰»                                        | چارلی ایکس‌سی‌ایکس                                               | لوس                  | خودش           | با ایفای نقش کلویی سونی، جولیا فاکس، و خیلی‌های دیگر. |
| ۲۰۲۴ | «حدس»                                        | چارلی ایکس‌سی‌ایکس با بیلی آیلیش                                 | تک‌آهنگ خارج از آلبوم | خودش           |                                                      |

### فیلم
| به آثاری اشاره دارد که در حال حاضر منتشر نشده‌اند | به آثاری اشاره دارد که در حال حاضر منتشر نشده‌اند |

| سال  | عنوان                | نقش                | توضیحات                      | Ref(s)  |         |
| ---- | -------------------- | ------------------ | ---------------------------- | ------- | ------- |
| ۲۰۱۵ | واژه اف و من         | خودش               | مستند                        | [ ۲۶۷ ] |         |
| ۲۰۱۵ | گم شدن در شمال       | خودش               | فیلم کوتاه                   |         |         |
| ۲۰۱۵ | تور جهانی زنده ۱۹۸۹  | خودش               | فیلم کنسرت                   | [ ۲۶۸ ] |         |
| ۲۰۱۶ | فیلم پرندگان خشمگین  | ویلو               | صداپیشگی                     | [ ۲۶۹ ] |         |
| ۲۰۱۸ | تور استادیومی اعتبار | خودش               | فیلم کنسرت                   |         |         |
| ۲۰۱۹ | عروسک‌های زشت         | کیتی               | صداپیشگی                     |         |         |
| ۲۰۲۱ | تنها با هم           | خودش               | مستند                        |         |         |
| ن/م  | ۱۰۰ شب قهرمان        | رزا                | پساتولد                      | [ ۲۷۰ ] |         |
| ن/م  | قربانی               | TBA                | پساتولد                      | [ ۲۷۱ ] |         |
| ن/م  | ن/م                  | فوران              | پساتولد                      | ن/م     | [ ۲۷۲ ] |
| ن/م  | ن/م                  | چهره‌های مرگ        | پساتولد                      | ن/م     | [ ۲۷۳ ] |
| ن/م  | ن/م                  | من سکس تورو می‌خوام | پساتولد                      | ن/م     | [ ۲۷۴ ] |
| ن/م  | ن/م                  | گالریست            | پساتولد                      | ن/م     | [ ۲۷۵ ] |
| ن/م  | ن/م                  | لحظه               | فیلم‌برداری؛ همچنین تهیه‌کننده | ن/م     | [ ۲۷۶ ] |

### تلویزیون
| سال  | عنوان                          | نقش                                       | توضیحات                                      |  |
| ---- | ------------------------------ | ----------------------------------------- | -------------------------------------------- |  |
| ۲۰۱۴ | پخش زنده شنبه شب               | خودش                                      | مهمان موزیکال                                |  |
| ۲۰۱۴ | میجر لیزر                      | بانو ونسا روتشیلد                         | قسمت ۱                                       |  |
| ۲۰۱۴ | برنامه آخر وقت با دیوید لترمن  | خودش                                      | مهمان موزیکال                                |  |
| ۲۰۱۵ | سواری: چارلی ایکس‌سی‌ایکس        | خودش                                      | نقش اصلی                                     |  |
| ۲۰۱۵ | برنامه گراهام نورتون           | خودش                                      | مهمان موزیکال                                |  |
| ۲۰۱۵ | جیمی کیمل لایو!                | خودش                                      | مهمان موزیکال                                |  |
| ۲۰۱۷ | سلبریتی جویس                   | خودش                                      | قسمت ۱                                       |  |
| ۲۰۱۸ | مسابقه لب‌خوانی                 | خودش                                      | رقیب؛ قسمت ۱                                 |  |
| ۲۰۱۸ | برنامه امشب با اجرای جیمی فلن  | خودش                                      | مهمان موزیکال                                |  |
| ۲۰۱۹ | من با گروه هستم: نستی چری      | خودش                                      | مستندسازی نتفلیکس                            |  |
| ۲۰۲۱ | مسابقه کشیدن تمام ستاره راپاول | داور مهمان                                | فصل ۶، قسمت‌های ۹–۱۰                          |  |
| ۲۰۲۲ | پخش زنده شنبه شب               | خودش/مهمان موزیکال                        | فصل ۴۷، قسمت: «اسکار آیزاک/چارلی ایکس‌سی‌ایکس» |  |
| ۲۰۲۲ | دختر سخن‌چین                    | خودش                                      | قسمت: «کسی بر فراز آشیانه فاخته پرواز کرد»   |  |
| ۲۰۲۴ | پخش زنده شنبه شب               | میزبان/مهمان موسیقایی                     | فصل ۵۰، قسمت: «چارلی ایکس‌سی‌ایکس»             |  |
| ۲۰۲۵ | افراط                          | قسمت: «بوم کلپ»؛ همچنین مدیر اجرایی تولید | [ ۲۸۰ ]                                      |  |

### ترانه‌ساز
| سال  | عنوان | توضیحات                                       |
| ---- | ----- | --------------------------------------------- |
| ۲۰۲۳ | باتمز | فیلم سینمایی، ترانه‌سازی با همکاری لئو بیرنبرگ |

### پادکست
| سال       | عنوان                          | نقش  | یادداشت‌ها |
| --------- | ------------------------------ | ---- | --------- |
| ۲۰۲۱      | چند وقته رفته                  | خودش | مهمان     |
| ۲۰۲۱–۲۰۲۲ | بهترین ترانهٔ چارلی ایکس‌سی‌ایکس  | خودش | میزبان    |
| ۲۰۲۲      | دوآ لیپا: در خدمت شما          | خودش | مهمان     |
| ۲۰۲۲      | پنج چیز با لین هیرشبرگ         | خودش | مهمان     |
| ۲۰۲۴      | محدودیتی برای اما چمبرلین نیست | خودش | مهمان     |